# Hällekis
Hällekis is een plaats in de gemeente Götene in het landschap Västergötland en de provincie Västra Götalands län in Zweden. De plaats heeft 718 inwoners (2005) en een oppervlakte van 185 hectare. De plaats ligt aan het Vänermeer.

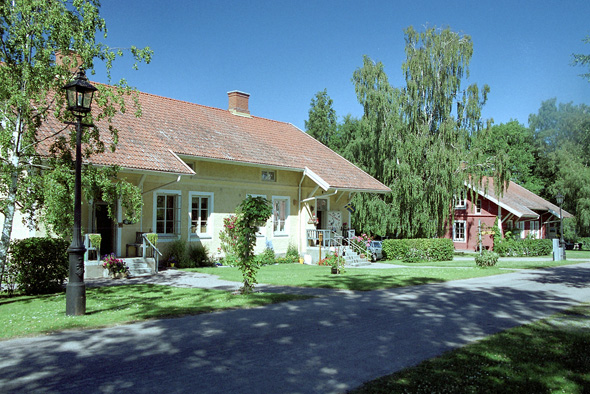
Huis in Hällekis
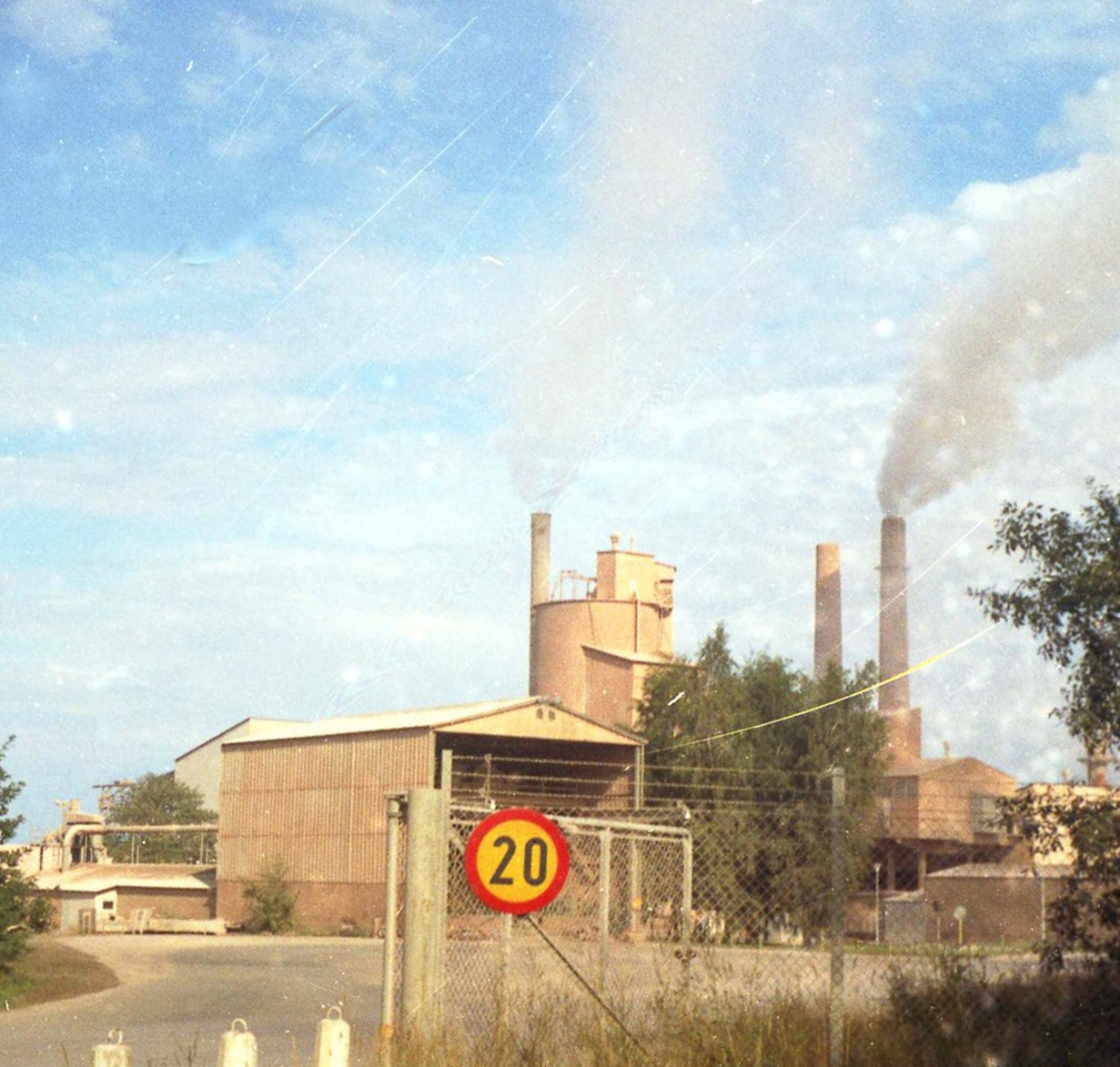
Cementfabriek in Hällekis (1967)
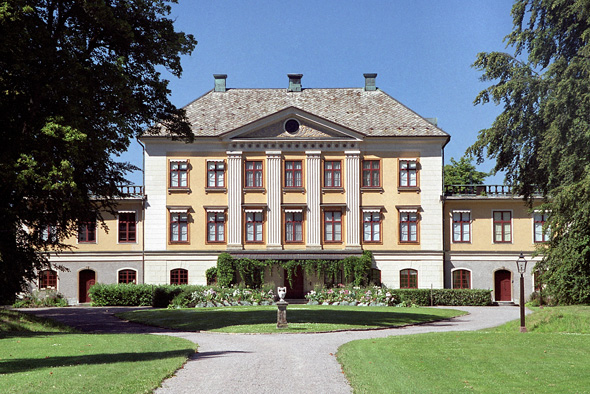
Herenhuis in Hällekis